# Lista de estados e territórios da Índia por população
Esta página lista os estados e demais territórios da Índia por população, segundo dados do censo demográfico realizado pelo governo indiano e pela Organização das Nações Unidas (ONU) em 2011.
| Posição | Nome                               | População (Census de 2011) | % da População da Índia (2011) | País comparável por população (dados de 2011) | População (Census de 2001) | % da População da Índia (2001) | Crescimento Populacional (em %) (2001–2011) | Crescimento Populacional (em número de habitantes)(2001–2011) | População rural | População urbana | População urbana (em %) | Sex ratio |
| ------- | ---------------------------------- | -------------------------- | ------------------------------ | --------------------------------------------- | -------------------------- | ------------------------------ | ------------------------------------------- | ------------------------------------------------------------- | --------------- | ---------------- | ----------------------- | --------- |
| —       | Índia                              | 1210593422                 | 100%                           | China                                         | 1.028.737.436              | 100%                           | 17.64%                                      | 181.455.986                                                   | 833.087.662     | 377.105.760      | ~15%                    | 940       |
| 1       | Uttar Pradesh                      | 199.581.477                | 16.49%                         | Brasil                                        | 166.197.921                | 16.16%                         | 20.1%                                       | 33.383.556                                                    | 155.111.022     | 44.470.455       | 22.28%                  | 908       |
| 2       | Maharashtra                        | 112.372.972                | 9.28%                          | México                                        | 96.878.627                 | 9.42%                          | 16.0%                                       | 15.494.345                                                    | 61.545.441      | 50.827.531       | 45.23%                  | 946       |
| 3       | Bihar                              | 103.804.637                | 8.58%                          | Filipinas                                     | 82.998.509                 | 8.07%                          | 25.1%                                       | 20.806.128                                                    | 92.075.028      | 11.729.609       | 11.30%                  | 916       |
| 04      | Bengala Ocidental                  | 91.347.736                 | 7.55%                          | Vietnã                                        | 80.176.197                 | 7.79%                          | 13.9%                                       | 11.171.539                                                    | 62.213.676      | 29.134.060       | 31.89%                  | 947       |
| 5       | Andhra Pradesh                     | 84.665.533                 | 7.00%                          | Alemanha                                      | 76.210.007                 | 7.41%                          | 11.1%                                       | 8.455.526                                                     | 56.311.788      | 28.353.745       | 33.49%                  | 992       |
| 6       | Madhya Pradesh                     | 72.597.565                 | 6.00%                          | Turquia                                       | 60.348.023                 | 5.87%                          | 20.3%                                       | 12.249.542                                                    | 52.537.899      | 20.059.666       | 27.63%                  | 930       |
| 07      | Tamil Nadu                         | 72.138.958                 | 5.96%                          | Tailândia                                     | 62.405.679                 | 6.07%                          | 15.6%                                       | 9.733.279                                                     | 37.189.229      | 34.949.729       | 48.45%                  | 995       |
| 8       | Rajastão                           | 68.621.012                 | 5.67%                          | Tailândia                                     | 56.507.188                 | 5.49%                          | 21.4%                                       | 12.113.824                                                    | 51.540.236      | 17.080.776       | 24.89%                  | 926       |
| 9       | Karnataka                          | 61.130.704                 | 5.05%                          | França                                        | 52.850.562                 | 5.14%                          | 15.7%                                       | 8.280.142                                                     | 37.552.529      | 23.578.175       | 38.57%                  | 968       |
| 10      | Gujarat                            | 60.383.628                 | 5%                             | Itália                                        | 50.671.017                 | 4.93%                          | 19.2%                                       | 9.712.611                                                     | 34.670.817      | 25.712.811       | 42.58%                  | 918       |
| 11      | Orissa                             | 41.947.358                 | 3.47%                          | Argentina                                     | 36.804.660                 | 3.58%                          | 14.0%                                       | 5.142.698                                                     | 34.951.234      | 6.996.124        | 16.68%                  | 978       |
| 12      | Kerala                             | 33.387.677                 | 2.76%                          | Canadá                                        | 31.841.374                 | 3.10%                          | 4.9%                                        | 1.546.303                                                     | 17.445.506      | 15.932.171       | 47.72%                  | 1,084     |
| 13      | Jharkhand                          | 32.966.238                 | 2.72%                          | Iraque                                        | 26.945.829                 | 2.62%                          | 22.3%                                       | 6.020.409                                                     | 25.036.946      | 7.929.292        | 24.05%                  | 947       |
| 14      | Assam                              | 31.169.272                 | 2.58%                          | Peru                                          | 26.655.528                 | 2.59%                          | 16.9%                                       | 4.513.744                                                     | 26.780.526      | 4.388.756        | 14.08%                  | 954       |
| 15      | Punjab                             | 27.704.236                 | 2.30%                          | Venezuela                                     | 24.359.000                 | 2.37%                          | 13.7%                                       | 3.345.237                                                     | 17.316.800      | 10.387.436       | 37.49%                  | 893       |
| 16      | Haryana                            | 25.753.081                 | 2.09%                          | Gana                                          | 21.144.564                 | 2.06%                          | 19.9%                                       | 4.208.517                                                     | 16.531.493      | 8.821.588        | 24.25%                  | 877       |
| 17      | Chhattisgarh                       | 25.540.196                 | 2.11%                          | Gana                                          | 20.833.803                 | 2.03%                          | 22.6%                                       | 4.706.393                                                     | 19.603.658      | 5.936.538        | 23.24%                  | 991       |
| 18      | Jammur e Kashmir                   | 12.548.926                 | 1.04%                          | Cuba                                          | 10.143.700                 | 0.99%                          | 23.7%                                       | 2.405.226                                                     | 9.134.820       | 3.414.106        | 27.21%                  | 883       |
| 19      | Uttarakhand                        | 10.116.752                 | 0.84%                          | Haiti                                         | 8.489.349                  | 0.83%                          | 19.2%                                       | 1.627.403                                                     | 7.025.583       | 3.091.169        | 30.55%                  | 963       |
| 20      | Himachal Pradesh                   | 6.856.509                  | 0.57%                          | Hong Kong                                     | 6.077.900                  | 0.59%                          | 12.8%                                       | 778.609                                                       | 6.167.805       | 688.704          | 10.04%                  | 974       |
| 21      | Tripura                            | 3.671.032                  | 0.30%                          | Porto Rico                                    | 3.199.203                  | 0.31%                          | 14.7%                                       | 471.829                                                       | 2.710.051       | 960.981          | 26.18%                  | 961       |
| 22      | Meghalaya                          | 2.964.007                  | 0.24%                          | Mongólia                                      | 2.318.822                  | 0.23%                          | 27.8%                                       | 645.185                                                       | 2.368.971       | 595.036          | 20.08%                  | 986       |
| 23      | Manipur                            | 2.721.756                  | 0.22%                          | Jamaica                                       | 2.293.896                  | 0.22%                          | 18.7%                                       | 427.860                                                       | 1.899.624       | 822.132          | 20.21%                  | 987       |
| 24      | Nagaland                           | 1.980.602                  | 0.16%                          | Letônia                                       | 1.990.036                  | 0.19%                          | -0.5%                                       | -9.434                                                        | 1.406.861       | 573.741          | 28.97%                  | 931       |
| 25      | Goa                                | 1.457.723                  | 0.12%                          | Gabão                                         | 1.347.668                  | 0.13%                          | 8.2%                                        | 110.055                                                       | 551.414         | 906.309          | 62.17%                  | 968       |
| 26      | Arunachal Pradesh                  | 1.382.611                  | 0.11%                          | Estônia                                       | 1.097.968                  | 0.11%                          | 25.9%                                       | 284.643                                                       | 1.069.165       | 313.446          | 22.67%                  | 920       |
| 27      | Mizoram                            | 1.091.014                  | 0.09%                          | Timor-Leste                                   | 888.573                    | 0.09%                          | 22.8%                                       | 202.441                                                       | 529.037         | 561.997          | 51.51%                  | 975       |
| 28      | Sikkim                             | 607.688                    | 0.05%                          | Macau                                         | 540.851                    | 0.05%                          | 12.4%                                       | 66.837                                                        | 455.962         | 151.726          | 24.97%                  | 889       |
| TN1     | Delhi                              | 16.753.235                 | 1.38%                          | Chile                                         | 13.850.507                 | 1.35%                          | 21%                                         | 2.902.728                                                     | 419.319         | 16.333.916       | 97.5%                   | 866       |
| TN2     | Puducherry                         | 1.244.464                  | 0.10%                          | Bahrein                                       | 974.345                    | 0.09%                          | 27.7%                                       | 270.119                                                       | 394.341         | 850.123          | 68.31%                  | 1,038     |
| TN3     | Chandigarh                         | 1.054.686                  | 0.09%                          | Timor-Leste                                   | 900.635                    | 0.09%                          | 17.1%                                       | 154.051                                                       | 29.004          | 1.025.682        | 97.25%                  | 818       |
| TN4     | Ilhas de Andaman e Nicobar         | 379.944                    | 0.03%                          | Luxemburgo                                    | 356.152                    | 0.03%                          | 6.7%                                        | 23.792                                                        | 244.411         | 135.533          | 35.67%                  | 878       |
| TN5     | Territórios de Dadra e Nagar-Aveli | 342,853                    | 0.03%                          | Luxemburgo                                    | 220.490                    | 0.02%                          | 55.5%                                       | 122.363                                                       | 183.024         | 159.829          | 46.62%                  | 775       |
| TN6     | Territórios de Damar e Diu         | 242.911                    | 0.02%                          | Barbados                                      | 158.204                    | 0.02%                          | 53.5%                                       | 84.707                                                        | 60.331          | 182.580          | 75.16%                  | 618       |
| TN7     | Lakshadweep                        | 64.429                     | 0.009%                         | Groenlândia                                   | 60.650                     | 0.01%                          | 6.2%                                        | 3.779                                                         | 14.121          | 50.308           | 78.08%                  | 946       |

1. ↑  «Ranking of States and Union territories by population size : 1991 and 2001» (PDF). Government of India (2001). Census of India. pp. 5–6. Consultado em 12 de dezembro de 2008
2. ↑  «The Economist: An Indian summary» 🔗
3. 1 2  «Provisional Population Totals». Government of India (2011). Census of India. Consultado em 23 de julho de 2011